# Francisco Rodríguez Feu
Francisco Rodríguez Feu Rodri (Zamora, 2 de novembre de 1924 - Barcelona, 11 d'octubre de 2017) va ser un boxejador i novel·lista espanyol conegut en el món de la boxa pel nom de Rodri.

## Biografia i trajectòria
Amb només sis anys, ell i la seva mare es van traslladar a Barcelona on es va educar i formar.
La primera vegada que va pujar a un ring va ser a Sant Sebastià amb només quinze anys i va ser campió regional a Àlaba, Navarra i Gipúscoa en la categoria de pes ploma amb el sobrenom de Rodri. Va participar en setanta-set baralles sense rebre mai un fora de combat.
Anys més tard, va obtenir les llicències de "preparador nacional de boxa" i "apoderat-manager" de la Federació Espanyola de Boxa i va deixar el món professional per dedicar-se a la literatura. Va publicar diverses novel·les al llarg de la seva vida, algunes escrites amb pseudònim: El secreto de Daniel Hardy, Intriga en la India, La barrera del orgullo, Rondando el peligro. Altres, les va escriure amb el seu nom i cognoms: Segundos fuera (Editorial Planeta 1982) o El precio de la gloria, totes ambientades en el món pugilístic.
Va ser entrenador al famós Club de Boxeo Siglo XX, moment en el qual va escriure un llibre d'entrenament i tècniques pugilístiques titulat: El boxeo como deporte y profesión.
L'any 1992 va fundar el Club de Boxeo Estrellas Altas situat al barri de la Marina (Zona Franca) de Barcelona i aquest va romandre obert fins al dia de la seva mort, l'11 d'octubre del 2017.

## Publicacions
- Teoría y práctica del boxeo. Rodríguez Feu, Francisco. Ediciones Tutor, S.A. 2006. ISBN 84-7902-327-9.
- Segundos, fuera. Rodríguez Feu, Francisco. Editorial Planeta, S.A. 1982. ISBN 84-320-4192-0.
- El precio de la gloria. Rodríguez Feu, Francisco. Tot Editorial, S.A. 2000. ISBN 84-950-56-07-0.